# Lilium regale

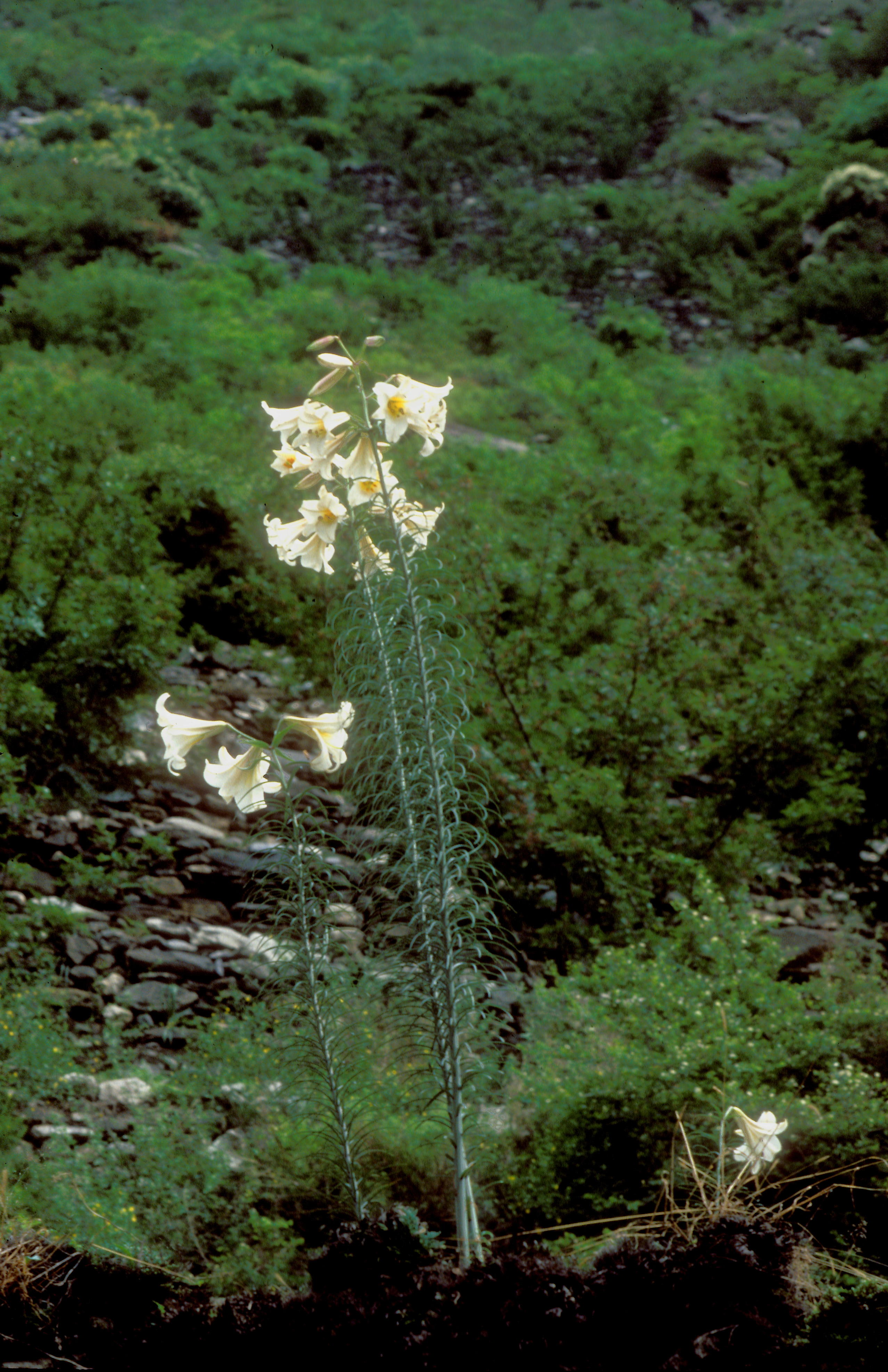
Lilium regale em seu habitat.

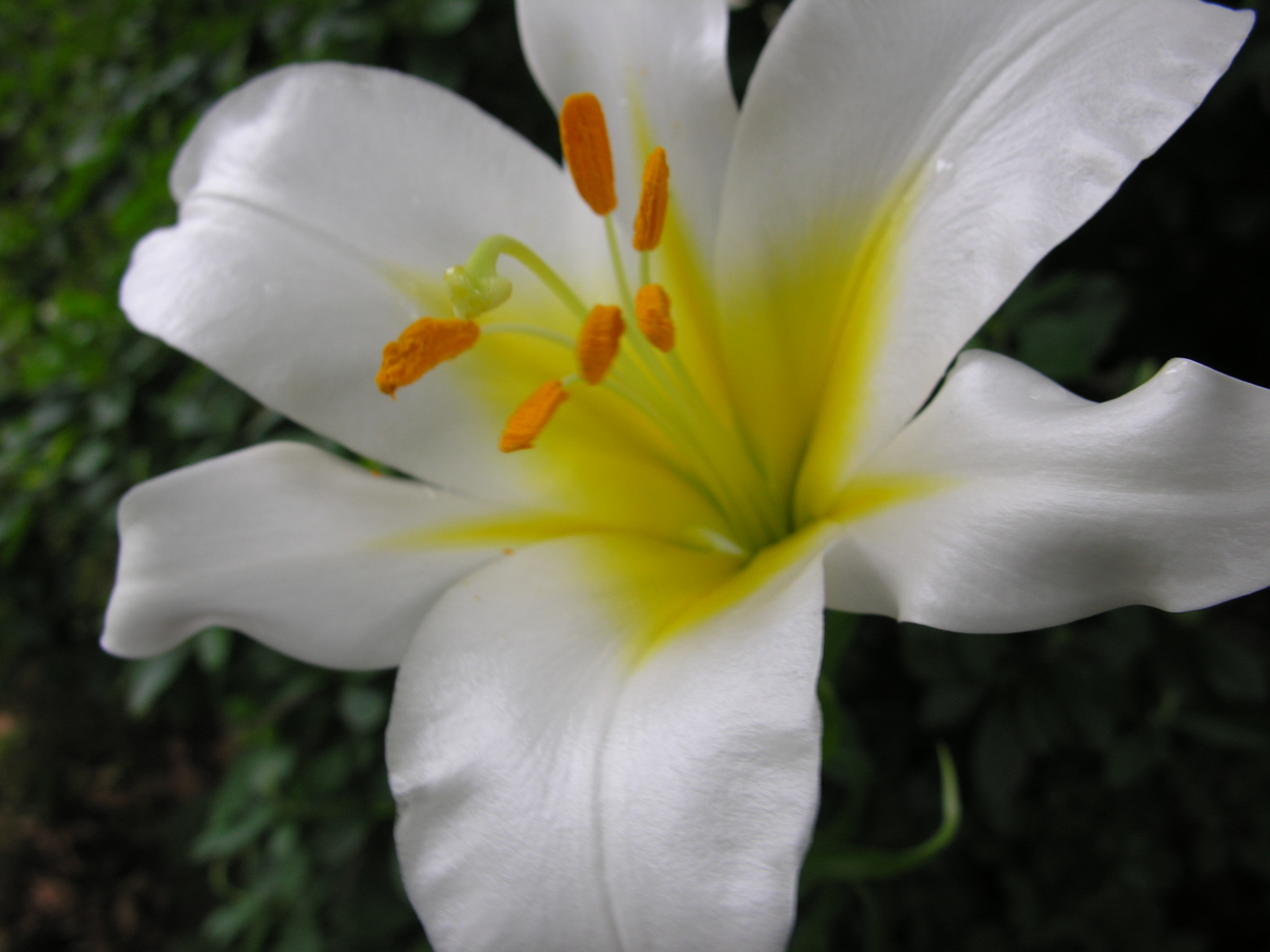
Lilium regale.

Lilium regale (em chinês: 岷江百合|min jiang bai he) é uma espécie de planta com flor, pertencente à família Liliaceae.
A planta é nativa da província chinesa de Sichuan, florindo em encostas rochosas e nas margens dos rios.